# Alice Seeley Harris
Alice Seeley Harris (1870, Malmesbury – 24. listopadu 1970, Guildford) byla anglická misionářka a dokumentární fotografka. Její fotografie pomohly odhalit porušování lidských práv ve Svobodném státě Kongo za vlády belgického krále Leopolda II.

## Rodina a původ
Alice Seeley se narodila v Malmesbury Aldredu a Caroline Seeleyovým. Její sestra Caroline Alfreda byla učitelkou ve škole.
Alice se provdala za Johna Hobbise Harrise (později sira Johna) pracujícího v matriční kanceláři v Londýně. Měli čtyři děti: Alfreda Johna, Margaretu Theodoru, Katherinu Emmerlinu (známou jako „Bay“) a Noela Lawrence. Alice strávila mnoho let ve městě Frome v Somersetu a zemřela ve věku 100 let v roce 1970 v Lockner Holt v Surrey.

## Kariéra
V roce 1889 ve věku 19 let Alice vstoupila do veřejné služby a později byla jmenována do kanceláře generální účetní v General Post Office v Londýně. Svůj volný čas věnovala misijní práci Fredericka Brothertona Meyera v kapli Regent's Park Chapel a později v Kristově kostele v Lambeth.
Alice opustila veřejnou službu a vstoupila do výcvikové školy Doric Lodge (Regions Beyond Missionary Union). V roce 1894 se seznámila se svým budoucím manželem Johnem Hobbis Harrisem. A konečně v roce 1897, po sedmi letech zkoušení, byla Alice přijata na cestu do Svobodného státu Kongo. Krátce nato se Alice a John zasnoubili a dne 6. května 1898 se vzali.
O čtyři dny později, jako líbánky, Alice odplula s Johnem na lodi Cameroon SS do Svobodného státu Kongo jako misionáři s misí Kongo-Balolo. Do Konga dorazili o tři měsíce později, 4. srpna 1898, a poté odcestovali na misijní stanici Ikau poblíž Basankusu.
Alice byla zděšena a zarmoucena tím, čeho byla svědkem, a začala bojovat za uznání lidských práv konžských domorodců.

### Kampaň

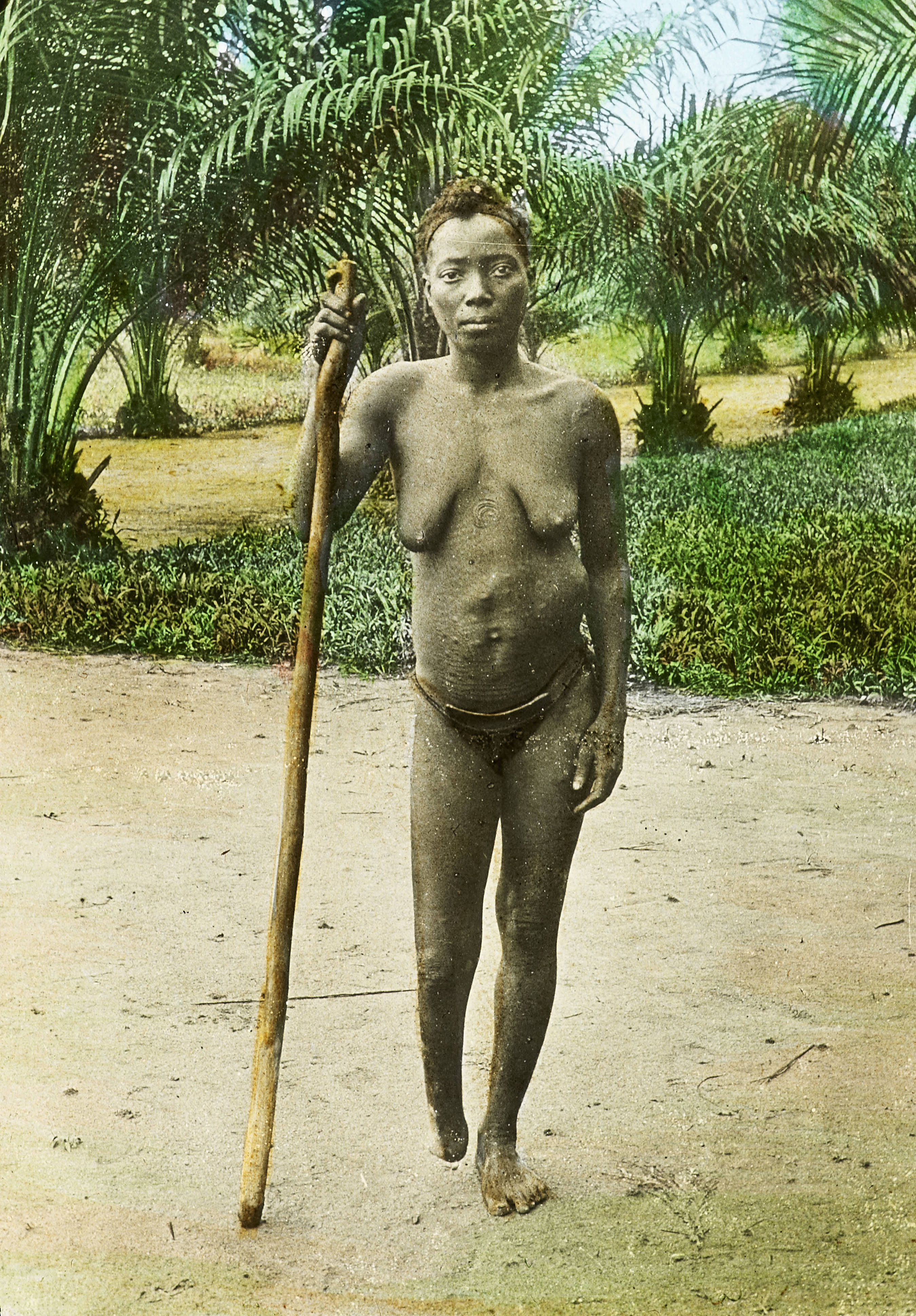
Tónovaná fotografie s názvem „Konžská zvěrstva“, která ukazuje zmrzačenou mladou ženu (součást sady Alice Seely Harrisové, která se svým manželem použila tyto snímky na promítání po celé zemi, aby upozornila veřejnost na nespravedlnosti vůči konžským pracovníkům).

Alice byla umístěna se svým manželem Johnem v letech 1898 až 1901 na misijní stanici v Ikau, poblíž řeky Lulonga, která je přítokem řeky Kongo v kmenové oblasti Balolo. Později, od roku 1901 do roku 1905, aktivně působili na misijní stanici v oblasti Baringa, vesnici v Tshuapa, Befale, nyní Konžská demokratická republika (2020). Oblast se nachází na břehu řeky Maringa, přibližně 100 km proti proudu od Basankusu.
Během svého pobytu v Kongu Alice učila místní děti angličtinu, ale jejím nejdůležitějším příspěvkem bylo fotografování zranění, které způsobily konžským domorodcům agenti a vojáci belgického krále Leopolda II. Leopold tak surově využíval místní obyvatelstvo, aby profitoval ze zvýšené poptávky po gumě po vynálezu nafukovací pneumatiky Johna Boyda Dunlopa v Belfastu v roce 1887. Donucovací metody zahrnovaly bičování, braní rukojmí, znásilňování, vraždění a vypalování zahrad a vesnic.

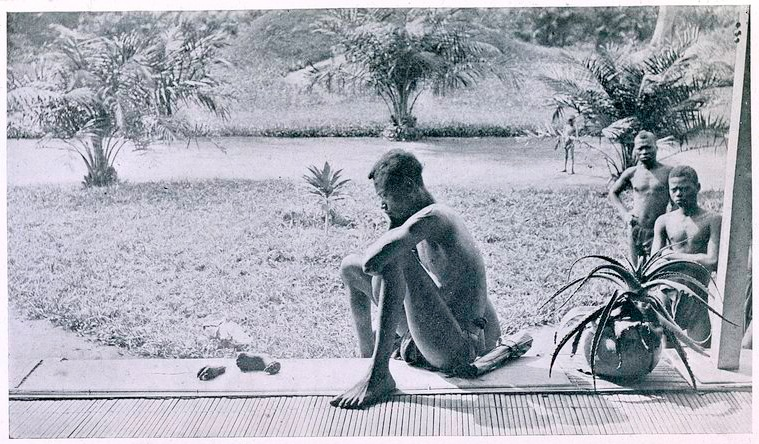
Domorodý muž Nsala z Waly v Kongu se dívá na useknutou ruku a nohu své pětileté dcery, jeho manželku zabili

Nejznámějším a nejvíc šokujícím zvěrstvem, jehož následky Harris zachytila ve své fotografii, bylo useknutí rukou. V roce 1904 dorazili na svou misi dva muži z vesnice napadené „strážci“ Anglo-Belgian India Rubber Company (ABIR) poté, co neodevzdali dostatek gumy. Jeden z mužů, Nsala, držel malý svazek listů, který po otevření odhalil useknutou ruku a nohu dítěte. Hlídky zabily a zmrzačily Nsalovu manželku a dceru. Zděšená Alice přesvědčila Nsalu, aby pózoval s ostatky svého dítěte na verandě svého domova a drastickou scénu vyfotografovala.
Zpočátku byly Aliciny fotografie otisknuty v časopise Regions Beyond, časopise Kongo Balolo Mission. V roce 1902 se Harrisovi dočasně vrátili do Británie. V roce 1904 se Aliciny fotografie dostaly do širší distribuce, včetně brožury Congo Slavery, připravené paní H. Grattan-Guinness, manželkou redaktora časopisu Regions Beyond, a do knížky King Leopold's rule in Africa Edmunda Dena Morela. Ve stejném roce založil Morel Asociaci pro reformu Konga.
V roce 1906 Alice a její manžel začali pracovat pro společnost Morel's Congo Reform Association. Na začátku roku 1906 Alice s manželem cestovali po Spojených státech. John napsal, že její obrazy představili na 200 setkáních ve 49 městech prostřednictvím projekcí laterny magica. V prosinci 1906 deník New York American používal její fotografie k ilustraci článků o zvěrstvech v Kongu po celý týden.
V roce 1908 se Alice a John stali společnými organizačními tajemníky Sdružení pro reformu Konga a v dubnu 1910 se stali společnými organizačními tajemníky společnosti Anti-Slavery and Aborigines' Protection Society. Alice se brzy vzdala svého oficiálního postavení, ale pomáhala Johnovi ve Společnosti až do své smrti v roce 1940. Pokračovala ve své aktivní řečnické kariéře a byla uvedena na přednáškové službě Christy's vedle vlivných Britů Winstona Churchilla a Ernesta Shackletona.
V listopadu 1908 postoupil Leopold II. správu Svobodného státu Kongo belgické vládě, čímž vzniklo Belgické Kongo. Harrisovi se vrátili do Konga v letech 1911–1912 po předání Konga Belgii. Zaznamenali zlepšené podmínky v zacházení s domorodci a později vydali knihu Present Conditions in the Congo (Současné podmínky v Kongu) ilustrovanou Alicinými fotografiemi. Brzy poté byly na výstavě v Colonial Institution vystaveny stovky afrických dokumentárních fotografií Alice.
V roce 1933 získala titul lady Alice, když byl její manžel povýšen do šlechtického stavu, ale byla známá tím, že říkala: „Neříkej mi lady!“ Někteří komentátoři se domnívají, že Alice měla být sama za sebe oceněna za své služby, protože byla jednou z prvních, kteří v kampani za lidská práva využívali fotografii.
V roce 1970 dosáhla Alice 100 let a poskytla rozhovor pro stanici BBC Radio 4 v pořadu Women of Our Time (Ženy naší doby). Byla první stoletou ženou, která byla členkou Frome Society for Local Study, a která sama umístila pamětní desku poblíž místa, kde ve Frome žila.

## Dědictví
- Ve dnech 16. ledna až 7. března 2014 uspořádala společnost Autograph ABP na londýnském Rivington Place výstavu s názvem When Harmony Went to Hell - Congo Dialogues: Alice Seeley Harris and Sammy Baloji[10]
- Od 24. ledna do 7. září 2014 uspořádalo Mezinárodní muzeum otroctví v Liverpoolu výstavu s názvem Brutal Exposure: Kongo zaměřenou na Aliciny fotografie.[11]
- V roce 2017 byla na památku života a díla autorky odhalena pamětní deska u obchodníků Barton, Frome.[12] Na desce je uvedeno: "Alice Seeley, Lady Harris Anti-slavery campaigner, photographer, missionary to the Congo, artist, scourge of King Leopold II of the Belgians, lived at 3 Merchants Barton 1882 – 1888 Born Malmesbury 24 May 1870. Died Guildford 24 November 1970" [13][14][12]

## Galerie

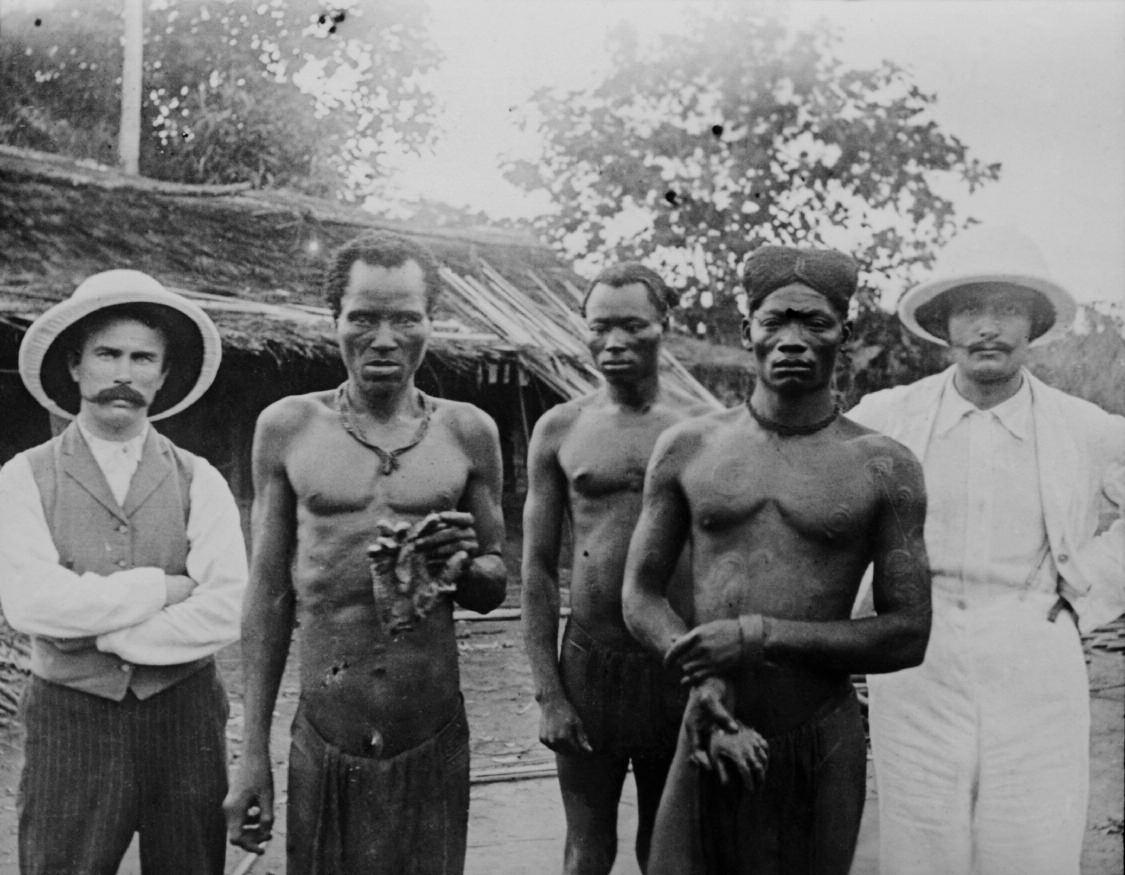
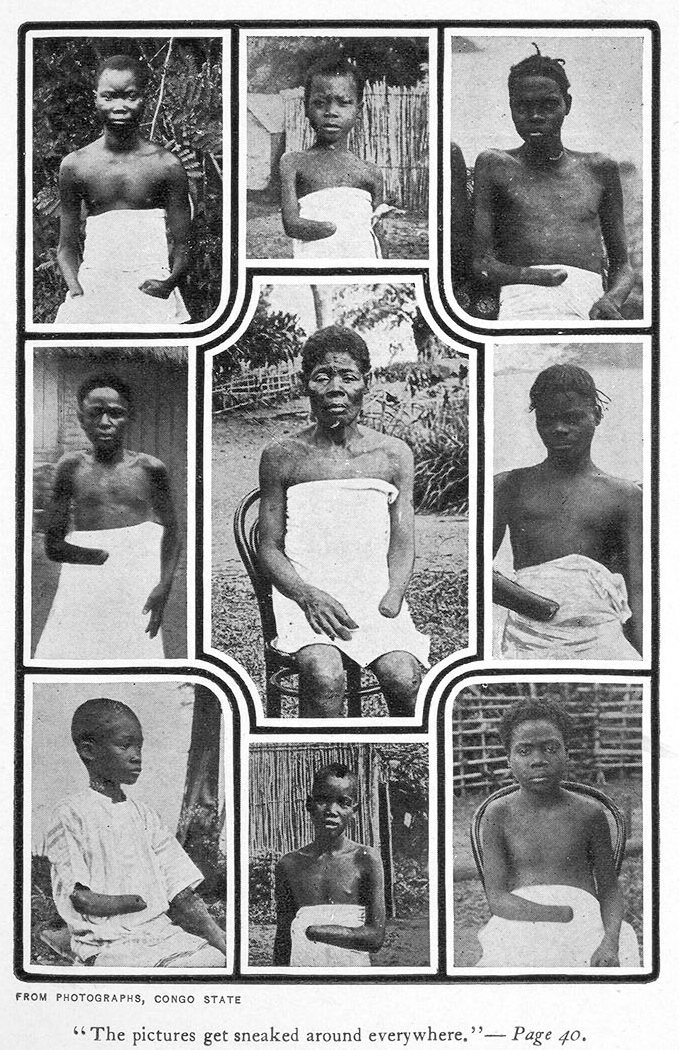
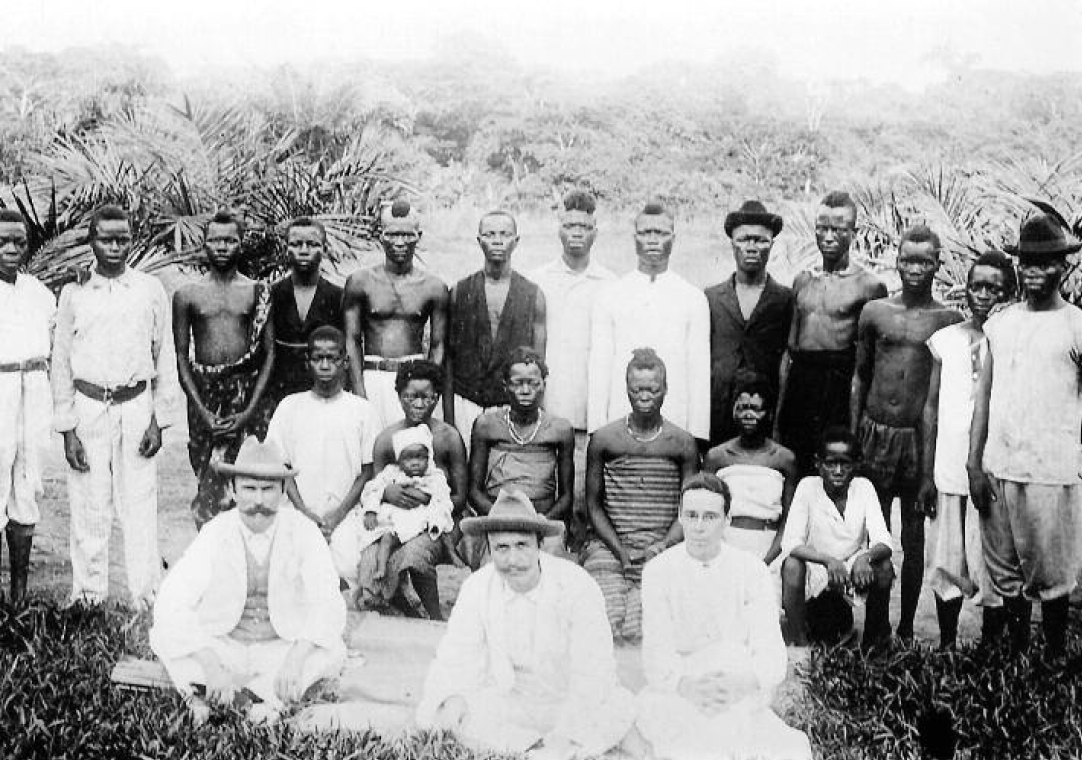